# Gastrorchis steinhardtiana
Gastrorchis steinhardtiana Senghas è una pianta della famiglia delle Orchidacee, endemica del Madagascar.